# Won nord-coreean
Wonul nord-coreean (cod ISO 4217: KPW) este unitatea monetară oficială a Coreei de Nord. Un won este împărțit în 100 de jeoni.